# Rafael Escalas
Rafael Escalas Bestard (Palma de Mallorca, Islas Baleares, 24 de febrero de 1961) es un exnadador español. Consiguió un diploma olímpico en los Juegos Olímpicos de Moscú 1980 al quedar sexto en la prueba de 1500 libres. Consiguió un bronce europeo en la misma prueba.